# Паголда
Паголда — деревня в Тихвинском городском поселении Тихвинского района Ленинградской области.

## История
Деревня Паголда упоминается в переписи 1710 года в Пречистенском Тихвинском погосте Нагорной половины Обонежской пятины.
Как деревня Поголда она обозначена на «Специальной карте западной части России» Ф. Ф. Шуберта 1844 года.

ПАГОЛДА — слобода, прихода Знаменской Градской церкви. Река Тихвинка.

Число жителей по приходским сведениям 1879 г.: 22 м. п., 23 ж. п..

В конце XIX века слобода административно относилась к Большедворской волости 3-го стана, в начале XX века — Большедворской волости 3-го земского участка 1-го стана Тихвинского уезда Новгородской губернии.

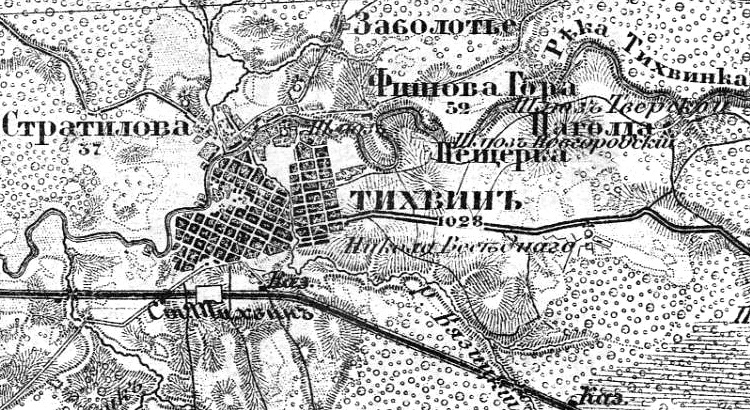
Деревня Паголда на карте 1913 года

Деревня Паголда учитывается областными административными данными с 1 января 1927 года в составе Фишевогорского сельсовета Тихвинского района.

Деревня Паголда на карте 1932 года

Согласно карте Ленинградской области Северо-западного аэрогеодезического треста ГГУ издания 1932 года деревня насчитывала 17 крестьянских дворов.
По данным 1933 года деревня Паголда также входила в состав Фишевогорского сельсовета Тихвинского района.
В 1940 году население деревни Паголда составляло 168 человек.
С 1954 года в составе Лазаревичского сельсовета.
В 1958 году население деревни Паголда составляло 60 человек.
По данным 1966, 1973 и 1990 годов деревня Паголда также входила в состав Лазаревичского сельсовета Тихвинского района.
В 1997 году в деревне Паголда Лазаревичской волости проживали 52 человека, в 2002 году — 50 (русские — 98 %).
В 2007 году в деревне Паголда Тихвинского ГП проживали 59 человек, в 2010 году — 42.

## География
Деревня расположена в юго-западной части района, к востоку от Тихвина на автодороге 41К-890 (подъезд к аэропорту г. Тихвин).
Расстояние до административного центра поселения — 4 км.
Расстояние до ближайшей железнодорожной станции Тихвин — 4 км.
Деревня находится на левом берегу реки Тихвинка.

## Демография
| 1879 | 1940 | 1958 | 1997 | 2002 | 2007 | 2010 |
| ---- | ---- | ---- | ---- | ---- | ---- | ---- |
| 45   | ↗168 | ↘60  | ↘52  | ↘50  | ↗59  | ↘42  |
| 2017 |      |      |      |      |      |      |
| ↗45  |      |      |      |      |      |      |

### Национальный состав
Согласно данным Всероссийской переписи населения 2021 года в деревне проживали 48 человек, все русские.

## Транспорт
- Автобусный маршрут № 167 (Паголда, Аэропорт — Тихвин)[18]
- Аэропорт города Тихвин[19]

## Улицы
Артемьевская, Аэродромная, Погодная, Предтеченская, Речная, Чиркова.